# Catalina Trail
Catalina Aguado de Trail, Cathy (1949) es una naturalista y trabajadora social mexicana. Es conocida por descubrir, con su entonces esposo Kenneth C. Brugger, las ubicaciones de los sitios de hibernación de la mariposa monarca, Danaus plexippus L. Su hallazgo completó la historia de la migración de la mariposa monarca, que ha sido descrito como "el descubrimiento entomológica del siglo 20."
Nació en 1949 en un rancho entre serranías cerca de El Salto, en el estado de Michoacán. De niña le gustaba observar la naturaleza y leer libros sobre ciencia. Cuando tenía once años se mudó su familia a la capital del estado, Morelia, y a sus 17 años, vivía y trabajaba en México, D.F. Amaba la aventura, la exploración de México, Canadá, EE. UU., Centroamérica sola o con amigos. Cuando tenía 21 años un amigo canadiense le presentó a Brugger, un ingeniero textil de 53 años de edad y naturalista aficionado.
En 1972 Brugger le mostró un anuncio en un periódico local escrito por Fred y Norah Urquhart, entomólogos canadienses que habían estado estudiando los patrones de migración de las mariposas monarca desde 1937. Como ellos sospechaban que las monarcas pasaban el invierno en México, fueron en busca de voluntarios para cazar las mariposas. Brugger convenció a Trail a unirse a él en la búsqueda, y durante varios años vagaron por el país los fines de semana en su autocaravana Winnebago, en busca de las monarcas. Se casaron en 1974.
Siguiendo las pistas que apuntaban hacia Michoacán, exploraban las montañas durante el día y pasaban las noches en la Winnebago. Finalmente el 2 de enero de 1975 (50 años), se encontraron con una cumbre llamada Cerro Pelón, donde los árboles e incluso el suelo estaban cubiertos con millones de mariposas en reposo hibernando. Trail tenía 25 años entonces. Y el 9 de enero telefonearon a los Urquharts para reportarles su hallazgo. Y a principios de 1976, los propios Urquhart fueron a visitar el sitio que tanto habían deseado encontrar durante décadas.Sucinta descripción del descubrimiento de las monarca
En agosto de 1976, el descubrimienbto fue reportado a la revista National Geographic. La portada de la revista fue una foto de Trail cubierta de mariposas.
Finalmente, fueron localizados una docena de tales sitios, y estaban protegidos por el gobierno mexicano como reservas ecológicas. Esa área es hoy Patrimonio de la Humanidad conocida como Reserva de la biosfera de la Mariposa Monarca. Los sitios son muy populares entre los ecoturistas, que admiran la belleza de las mariposas.
La búsqueda de Trail y Brugger por las mariposas es dramatizada en el filme de IMAX Flight of the Butterflies. Trail regresó al sitio de descanso, en febrero de 2012, como invitada de los cineastas.
Trail y Brugger se mudaron a Austin, Texas. Se separaron en 1991, y se divorciaron después de 18 años de matrimonio y un hijo. Asistió a Austin Community College y luego a la Universidad de Texas en Austin, obtuvo un grado en trabajo social en 1996. En 1995 se casó con el trabajador social becario George Trail. Trabaja como gerente de casos para una organización sin fines de lucro de Austin, y tiene su huerta de verduras. "No soy una científica," dice. "Soy una huertera que quiere a los insectos.”